# Sophia Cormann
Sophia Cormann (Simmerath, 16 augustus 2002) is een Duits handbalster die als verdedigster uitkomt voor TSV Bayer 04 Leverkusen.

## Biografie

### Clubcarrière
Cormann begon met handballen bij de lokale handbalclub TV Roetgen. Hierna kwam ze uit voor BTB Aachen alvorens ze zich in 2017 voegde in de jeugd van TSV Bayer 04 Leverkusen. Met het B-jeugdteam van de club uit de deelstaat Noordrijn-Westfalen werd ze in 2018 Duits kampioen. Ook kwam ze uit voor het A-jeugdteam van de club actief in de A-junioren Bundesliga en voor het tweede team actief in de de 3de divisie. Met de A-jeugd werd ze in 2019 en 2021 tweede van Duitsland.
Op 14 november 2020 maakte Cormann haar debuut in de Bundesliga in een uitwedstrijd tegen Sport-Union Neckarsulm. Ze maakte op 2 januari 2021 haar eerste doelpunt in een wedstrijd tegen TSG Ketsch. De volgende maand tekende Cormann haar eerste profcontract bij TSV Bayer 04 Leverkusen. In het seizoen 2020/21 maakte ze 14 doelpunten.

### Interlandcarrière
Cormann speelde 17 wedstrijden voor het Duitse nationale jeugdteam. Op het EK- 17 in Slovenië behaalde ze met haar land de zevende plaats.